# 丰塔尼利亚斯
丰塔尼利亚斯，是加泰罗尼亚赫罗纳省的一个市镇。总面积9平方公里，总人口154人（2013年），人口密度17人/平方公里。